# Neohelicometra sebastis
Neohelicometra sebastis är en plattmaskart. Neohelicometra sebastis ingår i släktet Neohelicometra och familjen Opecoelidae. Inga underarter finns listade i Catalogue of Life.